# Rue Frère-Louis
La rue Frère-Louis est une rue de Nantes, en France.

## Situation et accès
La voie est située dans le quartier Nantes Sud.

## Origine du nom
Elle rend hommage à Louis-Augustin Cailleau (1823-1890), dit « Frère Louis », premier directeur (de 1856 à 1890) de l'institut La Persagotière spécialisée pour jeunes sourds et malentendants.

## Historique
Avant 1890, la rue constituait une section de la route de Vertou (dit aussi « rue de Vertou » ou « chemin de Vertou »),.
Son nom lui a été attribué par délibération du conseil municipal du 21 mai 1890. 

## Bâtiments remarquables et lieux de mémoire
- Au no 20, se situe le cinéma associatif Bonne Garde (le seul du quartier)[4], classé art et essai[4]. Il est aussi le siège de l'association sportive et culturelle Bonne Garde (ASCBG).
- Au no 30, se trouve l'institut La Persagotière installé dans le château homonyme et ses dépendances depuis 1856 à l'instigation du frère Louis[1].